# سياسة أصولية

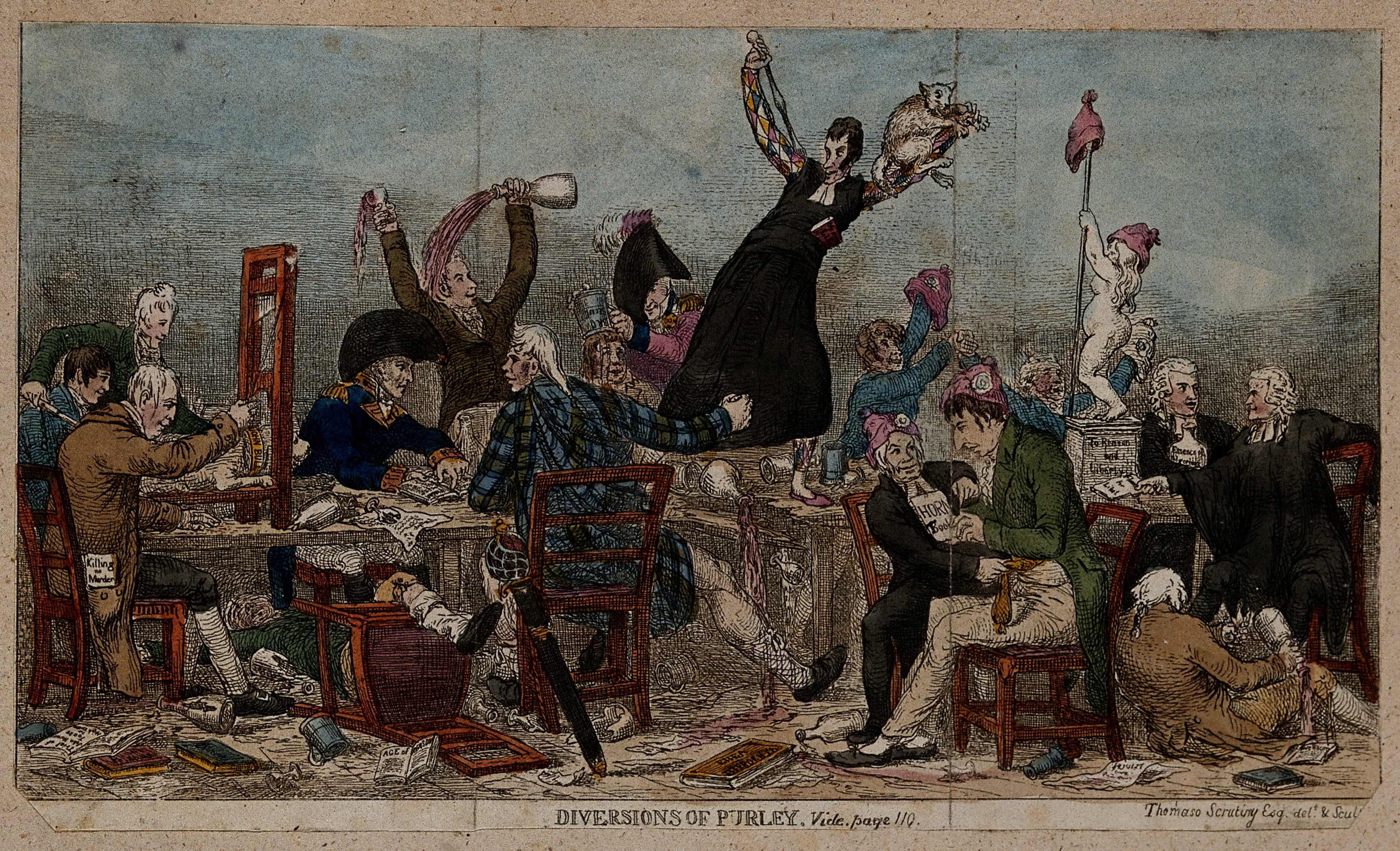
تحرير

السياسة الأصولية أو الجذرية أو الراديكالية من المبادئ السياسية التي تركز على تغيير البنى الاجتماعية باتباع أساليب ثورية، وتغيير نظم القيم بأساليب جوهرية. وكلمة راديكالية مشتقة من المصطلح اللاتيني radix (جذر)، وقد تغير مدلولها منذ ابتداعها في القرن الثامن عشر لتستوعب الأطياف السياسية بالكامل. لكن تظل دلالة «التغيير الجذري» عنصرًا أساسيًا في التغير الاجتماعي الثوري. وقد أشار مصطلح الراديكالية قديمًا إلى «اليسار الراديكالي» فقط مع عدم الخروج عن فئة سياسات أقصى اليسار، ونادرًا ما شمل المصطلح سياسات أقصى اليمين على الرغم من أن هذه السياسات قد تتضمن عناصر ثورية. والاستثناء البارز هنا هو الولايات المتحدة حيث يرى البعض أن الراديكالية تشمل كلا الطرفين السياسيين: اليسار الراديكالي و«اليمين الراديكالي». وفي التعريفات التقليدية لأطياف الفكر السياسي، المضاد للراديكالية والموجود أقصى «يمين» الفكر السياسي هو الرجعية.
تشير موسوعة العلوم السياسية (1881، 1889) إلى أن «أهم ما يميز الراديكالية ليس مبادئها، وإنما كيفية تطبيق هذه المبادئ». ويستخدم المحافظون عادةً مصطلح راديكالي على نحو ازدرائي، في حين يستخدم الراديكاليون مصطلح محافظ على النحو ذاته؛ لذلك فإن الدلالات المعاصرة لكلٍ من راديكالي، وراديكالية، وراديكالية سياسية تستوعب أقصى اليسار، واليسار الراديكالي، وأقصى اليمين (اليمين الراديكالي).
تسجل كذلك موسوعة بريتانيكا أول استخدام سياسي لكلمة راديكالي والذي يُنسَب إلى البرلماني تشارلز جيمس فوكس، الذي كان نائبًا ببرلمان إنجلترا عن حزب «ويج» البريطاني. اقترح فوكس في عام 1797 «إصلاحًا راديكاليًا» لحق التصويت في النظام الانتخابي حق التصويت مما يضمن حق تصويت عامًا للجميع، ووضع فوكس بذلك الأساس الاصطلاحي لاستخدام كلمة راديكالي للتعبير عن داعمي الإصلاح في البرلمان البريطاني. وعلى مدار القرن التاسع عشر، مُزِج بين هذا المصطلح والمفاهيم والمذاهب السياسية، فظهرت مصطلحات مثل راديكالية الطبقة العاملة، وراديكالية الطبقة المتوسطة، والراديكالية الفلسفية، والديمقراطية، والبرجوازية، والمحافظة، والعامية. وفي هذه الأثناء، فرض القادة الراديكاليون المؤثرون سياسيًا منهجهم الخاص في الراديكالية السياسية، مثل راديكالية سبينس وراديكالية كارلايل. أما من الناحية الفلسفية، فقد كان العالم السياسي الفرنسي جان جاك روسو (1712–78) هو المُنظِّر الرئيسي الذي اقترح إمكانية تطبيق الراديكالية السياسية في الفلسفة السياسية الجمهورية، وهو ما تحقق في الثورة الفرنسية (1789–99)، وغيرها من الثورات المعاصرة - فيما يُعَد تناقضًا مع مبدأ الليبرالية الذي نادى به جون لوك.